# Robert Bi
Robert Bi, född 21 maj 2010 i Italien, är en italiensk varmblodig travhäst. Han tränas av Paul Hagoort i Nederländerna och körs av Robin Bakker.
Robert Bi började tävla 2012. Han har sprungit in 9,7 miljoner kronor på 29 starter varav 17 segrar, 3 andraplatser och 2 tredjeplatser. Bland hans främsta meriter räknas segrarna i Italienska Derbyt (2013), Gran Premio Orsi Mangelli (2013), Grand Prix l'UET (2014), Prix de Washington (2015), Copenhagen Cup (2015) och Europeiskt femåringschampionat (2015). Han har även tagit en andraplats i Prix Ténor de Baune (2015) och en tredjeplats i Hugo Åbergs Memorial (2015).
När han den 10 maj 2015 segrade i Danmarks största travlopp Copenhagen Cup gjorde han detta på segertiden 1.10,0 över 2011 meter med autostart. Detta innebar nytt världsrekord över medeldistans, tidigare rekordet var 1.10,5 vilket Nahar sprang 2014. Robert Bis världsrekord slogs av Readly Express sommaren 2017 i Jubileumspokalen.
Han är helbror med Oasis Bi.